# Otto Freundlich

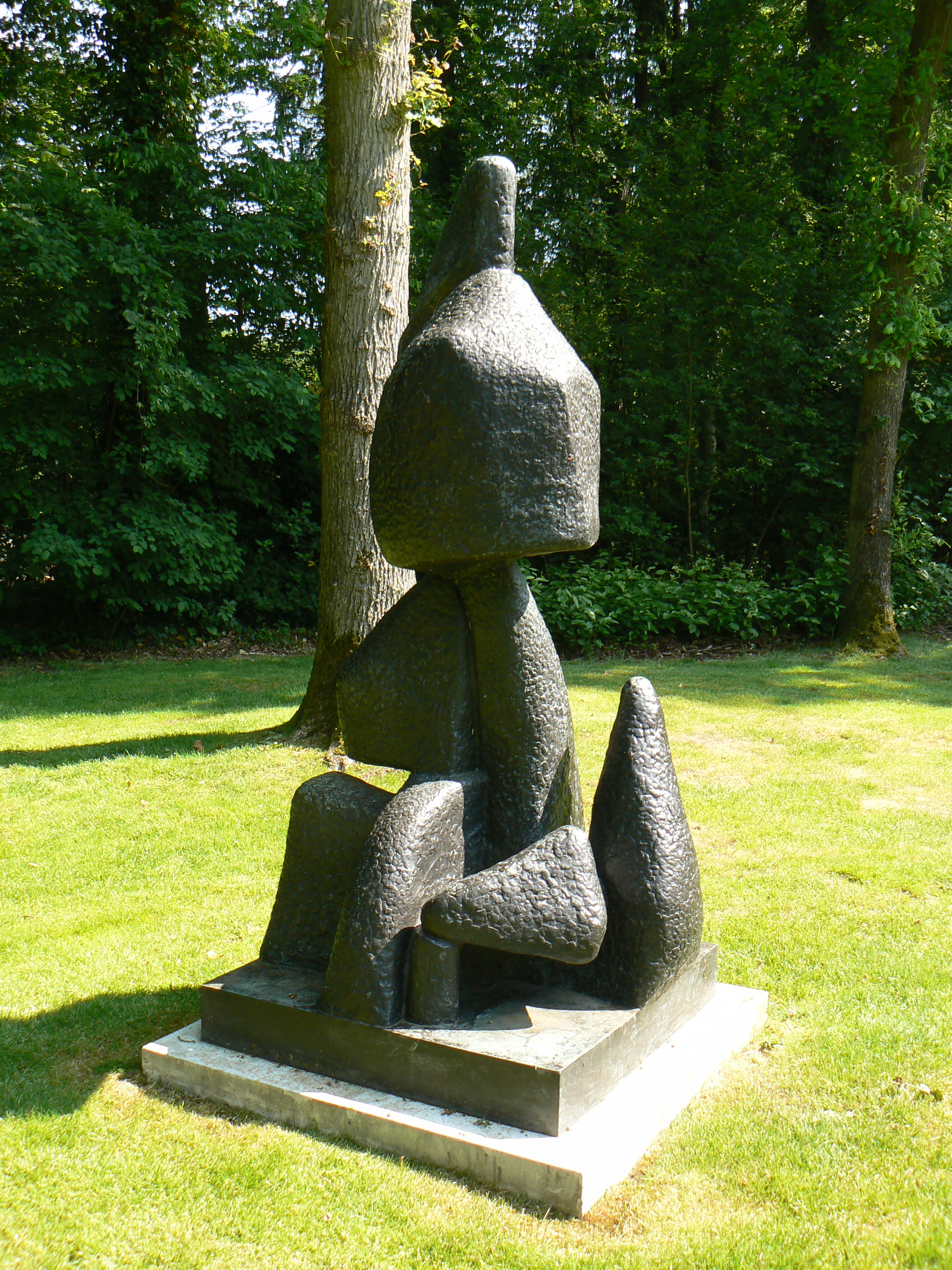
Composición (1933), Beeldenpark van het Kröller-Müller Museum, Otterlo.

Otto Freundlich (Słupsk, Pomerania, 10 de julio de 1878-Majdanek, 9 de marzo de 1943) fue un pintor y escultor alemán. 
Estudió odontología, antes de decidir convertirse en artista. En 1909 viajó a París, donde conoció a Picasso. Adscrito por un tiempo al cubismo, se pasó al arte abstracto en 1919, siendo miembro de los grupos Cercle et Carré y Abstraction-Création, así como de la agrupación artística de signo político Novembergruppe. De origen judío, fue calificado por los nazis como "artista degenerado", siendo elegida su obra El hombre nuevo para la portada del catálogo de la exposición Arte degenerado —celebrada en Múnich en 1937—, antes de ser destruida. 
Murió en el campo de concentración de Majdanek, en Polonia.